# 津村俊夫
津村 俊夫（つむら としお、David Toshio Tsumura、1944年2月4日 - ）は、日本の言語学者、旧約聖書学者、神学校教師、文学博士（Ph.D.）。聖書宣教会聖書神学舎教師、前教師会議長、新日本聖書刊行会理事・翻訳編集委員長、聖書考古学資料館理事長。慶應義塾大学講師。元筑波大学文芸言語学系助教授。兵庫県神戸市生まれ。
ウガリット（ウガリト）学・古代オリエント学の研究で知られる。

## 経歴
1944年神戸市で生まれる。灘高等学校を経て、1966年一橋大学商学部卒業。1969年米国アズベリー神学校を卒業し神学修士号を得る。1969-73年ブランダイス大学大学院でサイラス・ヘルツル・ゴードンの下でウガリット学、セム語学を学ぶ。1971年に文学修士号、1973年にウガリト語神話テキストの研究により文学博士号を取得。
1973年ハーバード大学神学部に研究員として在籍する。1974年に帰国し、それ以来聖書神学舎で旧約聖書の講義を担当する。1975年から90年までは、関根正雄の後任として筑波大学でセム語言語学の助教授として言語学を教えた。1986年から88年まで英国ケンブリッジのティンデル研究所に研究員として在籍する。
1990年から聖書宣教会聖書神学舎で旧約学の専任教師となる。1994年夏にハーバード大学近東研究学部の客員研究員として招聘される。また、1998年と2000年にはティンデル研究所のシニア・フェローとして招聘される。
2003年に舟喜順一の後をついで、新改訳聖書刊行会の理事長に就任。2009年に新日本聖書刊行会との合併により、理事および翻訳編集委員長になる。2017年に『聖書 新改訳2017』を発表し、お茶の水クリスチャン・センターで会見を行った。

## 人物
- 一橋大学商学部時代は金融論と組織の倫理を学ぶ。留学して聖書学を学び、専門分野となる古代オリエント学を修める。
- 聖書宣教会では主に旧約聖書学を教えている。慶應義塾大学文学部(哲学倫理)では、週一回、旧約聖書を教えている。

## 著書
主著
- The First Book of Samuel, New International Commentary on the Old Testament(NICOT), Grand Rapids: Eerdmans, 2007.
- The second Book of Samuel, New International Commentary on the Old Testament(NICOT), Grand Rapids: Eerdmans, 2019.
- The Earth and Waters in Genesis 1 and 2 (1989)
- Creation and Destruction (2005)
- 『創造と洪水』(2006)

訳書
- 『古代文字の謎-オリエント諸語の解読』(1978)
- 『古代オリエントと旧約聖書』(1979)

監訳
- 『ウガリトと旧約聖書』(1990)
- 『初期アルファベットの歴史』(2000)

論文
- 多数